# 迪爾菲爾德 (麻薩諸塞州普查規定居民點)
迪爾菲爾德（英語：Deerfield）是位於美國麻薩諸塞州富蘭克林縣的一個普查規定居民點。

## 人口
根據2020年美國人口普查的數據，迪爾菲爾德的面積為4.84平方千米，當中陸地面積為4.76平方千米，而水域面積為0.08平方千米。當地共有人口479人，而人口密度為每平方千米98.97人。